# Chapelle Madame de Mailly-Maillet
La chapelle Madame est une chapelle funéraire, située à Mailly-Maillet, dans le département de la Somme, non loin d'Albert.

## Histoire
En 1753, le marquis de Mailly fit élever cette chapelle en mémoire d'Antoinette Cadot de Sebeville, sa jeune épouse décédée. Dans la crypte reposent les restes de Jean III de Mailly, ascendant de l’impératrice Élisabeth de Wittelsbach dite Sissi.
L'édifice a été pillé pendant la Seconde Guerre mondiale. La chapelle est protégée au titre des monuments historiques : classement par arrêté du 5 juin 1973. L'édifice a été restauré à la fin du XXe siècle.

## Caractéristiques
La chapelle est située en bordure de l'ancien enclos du couvent des Cordeliers fondé au XVe siècle, non loin de l'église. La construction a été confiée aux architectes Franque et Christophle. Elle est construite en brique et pierre sur un plan octogonal. Le toit était surmonté d'un lanternon disparu qui a été refait. Au-dessus du portail d'entrée, ont été sculptées les armoiries de la Maison de Mailly.
Dans une salle ovale voûtée en coupole, ornée de pilastres de style ionique, se trouve le tombeau de la marquise, sculpté par Jean-Baptiste Dupuis.
La porte d'entrée était, à l'origine précédée par une élégante grille en fer forgé, exécutée par le ferronnier d'art Jean Veyren. L'aspect de cette grille est connu par des photos. Elle est aujourd'hui disparue.